# Kraków Zwierzyniec
Kraków Zwierzyniec – dawna stacja kolejowa w Krakowie w dzielnicy Zwierzyniec na tzw. kolei cyrkumwalacyjnej.
Stacja została otwarta 18 stycznia 1888, a zamknięta i zlikwidowana 1 stycznia 1911. Budynek dworcowy wraz z jednokrawędziowym zadaszonym peronem znajdował się w pobliżu obecnego domu towarowego Jubilat, tuż przy Moście Dębnickim. Przy stacji znajdowała się rogatka zwierzyniecka i końcówka tramwajowa Dworzec Zwierzyniecki. Dworzec nie został rozebrany wraz z linią i istniał przynajmniej do 1938 r.